# Niszczyciele typu Framée
Niszczyciele typu Pique (inaczej Framée) – seria francuskich niszczycieli z początku XX wieku, będących w służbie podczas I wojny światowej.

## Historia
Niszczyciele typu Pique należały do grupy pierwszych francuskich niszczycieli, tzw. 300-tonowych, stanowiąc ich drugą serię, po typie Durandal. Cztery niszczyciele tego typu, klasyfikowane jako kontrtorpedowce (contre-torpilleurs d′escadre), zostały zamówione w ramach uzupełniającego budżetu na 1897 rok, pod oznaczeniami M′4 do M′7. W stosunku do typu Durandal wydłużono kadłub o metr i zastosowano cztery mniejsze kotły parowe zamiast dwóch, które były łatwiejsze w obsłudze, lecz zwiększały komplikację i nie były zastosowane na dalszych niszczycielach. Przez to, jako jedyne z 300-tonowych niszczycieli wyróżniały się czterema kominami w miejsce dwóch. W części literatury okręty określane są jako typ Framée, od pierwszego wodowanego i ukończonego okrętu. „Pique” uważany był jednak za okręt główny, z najwcześniejszym numerem w budżecie (M′4).
Zamówiono cztery okręty 27 października 1897 roku. Okręty otrzymały, podobnie jak inne niszczyciele programu 300-tonowego,  nazwy od historycznych broni piechoty: Epée (miecz), Framée (włócznia, hasta), Pique (pika), Yatagan (jatagan). Zbudowano je po dwa w stoczniach  po dwa w dwóch stoczniach: Société Nouvelle des Forges et Chantiers de la Méditerranée (FCM) w Hawrze i Ateliers et Chantiers de la Loire (ACL) w Nantes.

## Opis

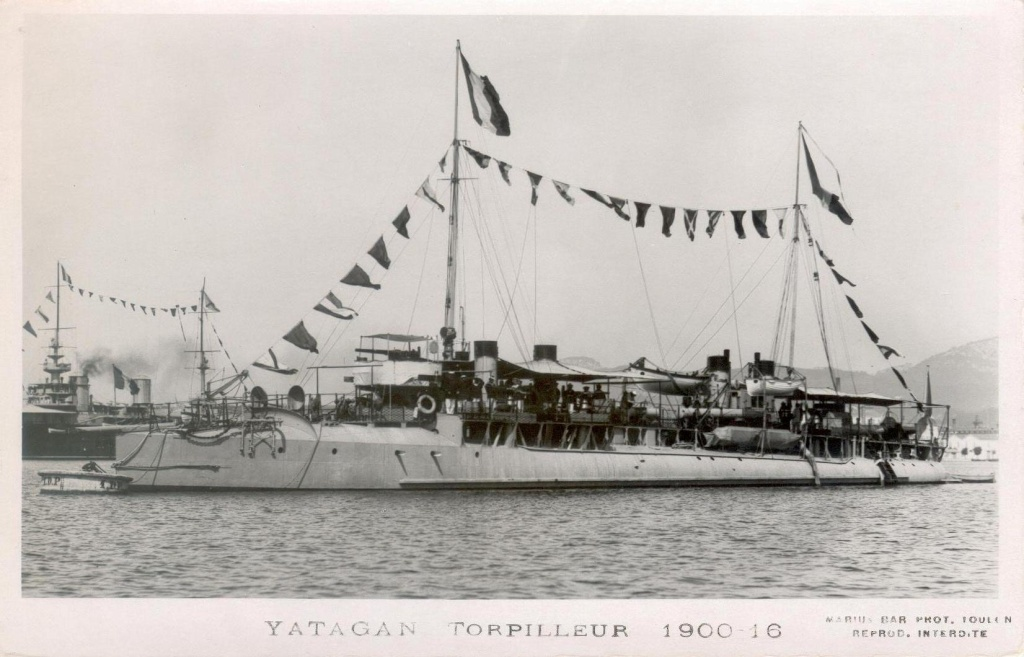
„Yatagan”

Okręty miały typowy dla francuskich niszczycieli tego okresu kadłub o zaokrąglonych burtach, przechodzących w pokład górny o zaokrąglonym profilu, nad którym na śródokręciu i rufie na niewielkiej wysokości był zabudowany lekki drewniany pokład dla obsługi uzbrojenia. Pokład dziobowy nie był podniesiony i również był zaokrąglony w przekroju poprzecznym. Początkowo okręty miały otrzymać taranowe dziobnice, lecz ostatecznie w 1898 roku zdecydowano wykonać pionowe dziobnic. Ich własności morskie były dobre, aczkolwiek niszczyciele typu Pique miały początkowo problemy ze stabilnością i musiały zostać odciążone, m.in. przez usunięcie jednego z masztów.  Okręty miały cztery kotły parowe i cztery cienkie kominy, w dwóch szeroko rozstawionych grupach. Maszyny parowe znajdowały się w dwóch osobnych przedziałach pomiędzy oboma kotłowniami, co zwiększało nieco żywotność okrętów. Nietypową cechą francuskich niszczycieli był ster umieszczony przed śrubami. Załoga liczyła 61 osób, w tym 4 oficerów.
Wyporność normalna wynosiła 319 ton, a pełna z maksymalnym zapasem węgla – 347,82 t. Długość całkowita wynosiła 58,21 m, a na linii wodnej i między pionami 56,62 m. Szerokość największa kadłuba wynosiła 6,31 m, na linii wodnej: 5,96 m, a maksymalna, między listwami odbojnikowymi: 6,55 m. Zanurzenie średnie wynosiło 2,41 m, na rufie: 2,79 m, a maksymalne do ochraniacza steru 3,02 m.
Uzbrojenie głównego kalibru stanowiło pojedyncze działo 65 mm M1891 o długości lufy L/50 (50 kalibrów), umieszczone na niewielkiej nadbudówce dziobowej. Było ono dzięki temu dobrze chronione od zalewania falami. Uzupełniało je sześć armat kalibru 47 mm M1885,  rozmieszczone na pokładzie po trzy na burtach. Dwa na każdej burcie były obok nadbudówki dziobowej i przedniego komina i jedno koło rufowego komina. Broń torpedową stanowiły dwie pojedyncze obrotowe wyrzutnie torped kalibru 381 mm w osi wzdłużnej pokładu: na śródokręciu między kominami i na rufie. Stosowano torpedy M1887. Wyrzutnie miały po jednej torpedzie zapasowej. W skład wyposażenia wchodzi reflektor o średnicy 40 cm.
Napęd stanowiły dwie trzycylindrowe maszyny parowe potrójnego rozprężania, o średnicach cylindrów: 460 mm, 660 mm i 1000 mm i skoku tłoka 590 mm. Moc projektowa wynosiła 5200 indykowanych KM przy 310 obr/min. Maszyny napędzały bezpośrednio dwa wały śrub. Parę dostarczały cztery kotły parowe systemu Normand, produkowane przez FCM, o ciśnieniu roboczym 16 at. Projektowa prędkość maksymalna wynosiła 26 węzłów. Okręty przekroczyły moc projektową i, z wyjątkiem „Pique”, prędkość projektową. Zapas węgla wynosił normalnie 33,63 t, a maksymalnie 67,86 t. Zasięg z normalnym zapasem wynosił 1541 mil morskich przy 14 węzłach. 
Niszczyciele typu Pique w momencie wejścia do służby odpowiadały standardowi dla tej klasy na świecie, jednakże szybko stały się przestarzałe w obliczu szybkiego wzrostu wielkości niszczycieli przed I wojną światową. 
Na bazie typu Pique oparto budowane dla Rosji niszczyciele typu Wnimatielnyj (początkowo nazwanego Foriel), które różniły się głównie uzbrojeniem.

## Okręty
| Nazwa   | Stocznia | Data wodowania | Los                  |
| ------- | -------- | -------------- | -------------------- |
| Framée  | ACL      | 29. 06. 1899   | zatonął 11. 8. 1900  |
| Pique   | FCM      | 31. 03. 1900   | wycofany 28. 1. 1921 |
| Yatagan | ACL      | 20. 03. 1900   | zatonął 3. 11. 1916  |
| Épée    | FCM      | 27. 07. 1900   | wycofany 1. 10. 1920 |

## Służba
Główny niszczyciel typu - "Framée" zatonął 11 sierpnia 1900 w kolizji z pancernikiem „Brennus” podczas manewrów. Pozostałe okręty służyły podczas I wojny światowej, chociaż były już wtedy przestarzałe i odpowiadały wielkością nowo budowanym torpedowcom. 
Podczas wojny zatonął "Yatagan" w kolizji z brytyjskim parowcem SS "Teviot" pod Dieppe 3 listopada 1916. Reszta okrętów przetrwała wojnę, po czym została wycofana ze służby w latach 1920-1921.